# دائرة بوقاعة
دائرة بوقاعة هي إحدى دوائر ولاية سطيف الجزائرية.

## التقسيم الإداري
تضم الدائرة حسب التقسيم الإداري لسنة 1984 ثلاث بلديات هي :
- بوقاعة
- عين الروى
- بني حسين